# Moteur Comotor
Le moteur Comotor est un moteur thermique automobile à combustion interne à l'essence, quatre temps, à piston rotatif. Il s'agit d'un moteur Wankel  birotor dans lequel deux rotors centraux de forme « triangulaires » convertissent l'énergie issue de la combustion du carburant, dans les 3 chambres de combustion, en une énergie mécanique de rotation, transmise à l'arbre moteur, via un maneton. Le « moteur Comotor » était produit par la société du même nom Comotor SA, qui fut une compagnie commune aux deux marques, "Compagnie européenne de construction de moteurs automobiles", une entreprise appartenant aux constructeurs français Citroën et allemand NSU.

## Commercialisation
Les versions birotor furent les seules produites en série, de 1967 à 1977. Elles équipèrent les Citroën GS Birotor, Bertone NSU Trapeze et NSU Ro 80. Une version expérimentale à un seul rotor de (498 cm3, 49 ch DIN), destinée à la validation industrielle, équipa aussi les prototypes Citroën M35 construits à 267 exemplaires. Un moteur dérivé trirotor de 1 493 cm3 160 ch DIN escomptés, devait initialement équiper la Citroën CX, mais l'étude fut abandonnée au stade d'avant-projet, en raison de l'échec commercial de la GS birotor, imputable à la crise pétrolière de 1973.
Quelques exemplaires du moteur furent achetés par le pilote-préparateur-constructeur motocycliste néerlandais Henk Van Veen, spécialiste dans la catégorie 50 cm3 sur Kreidler, qui produisit la très exclusive moto 1000 OCR Van Veen . L'adaptation d'un bloc propulseur dans un cadre de moto, avec intégration de la boîte de vitesses et la finition extérieure, furent des défis difficiles, mais parfaitement maîtrisés par le "sorcier" néerlandais, qui obtint les louanges de la presse spécialisée pour cette "superbike", une des motos les plus rapides de l'époque.

## Modèles équipés de ce moteur

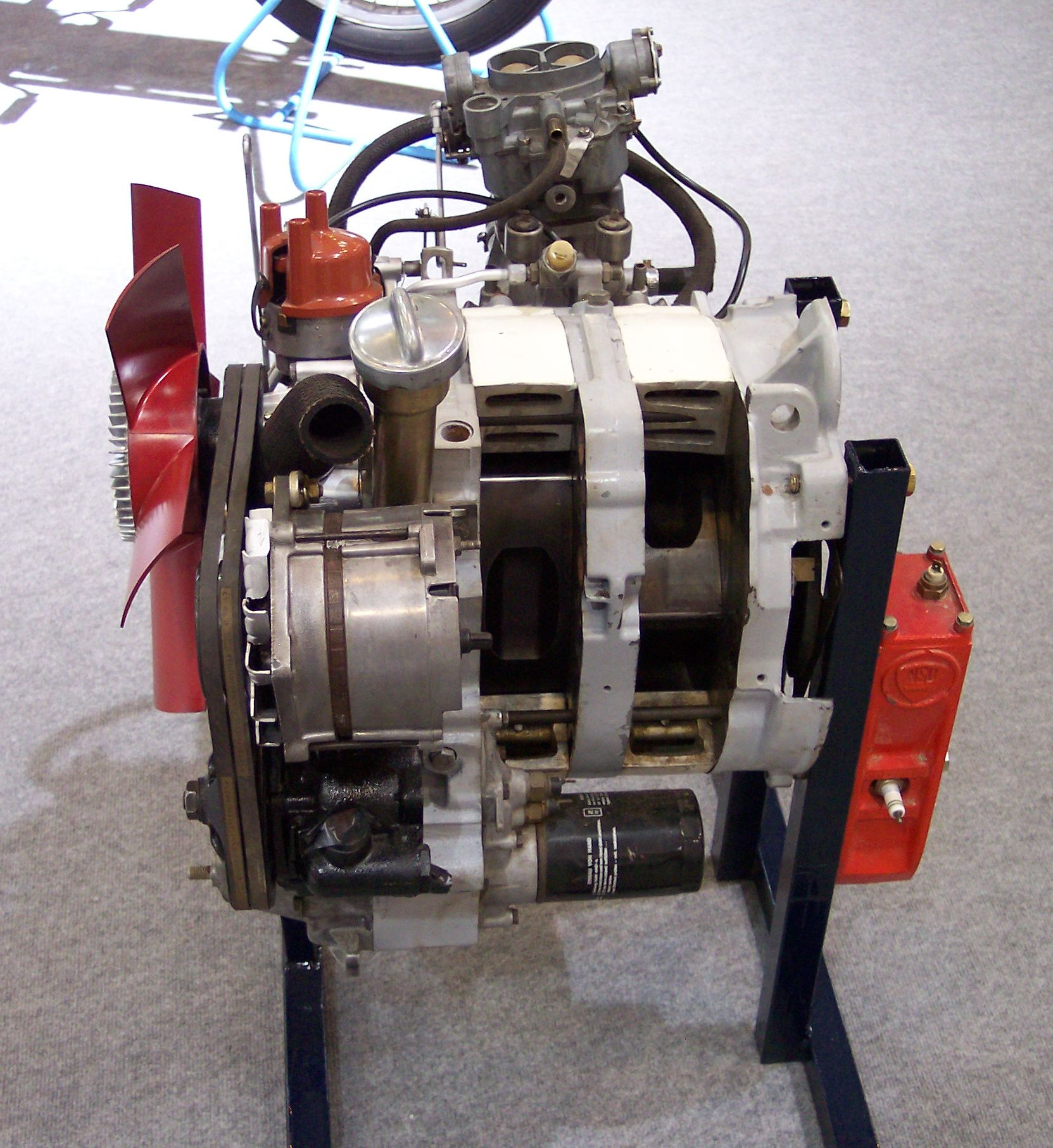
« Moteur Comotor » de la Ro 80 avec vue éclatée des chambres de combustion.

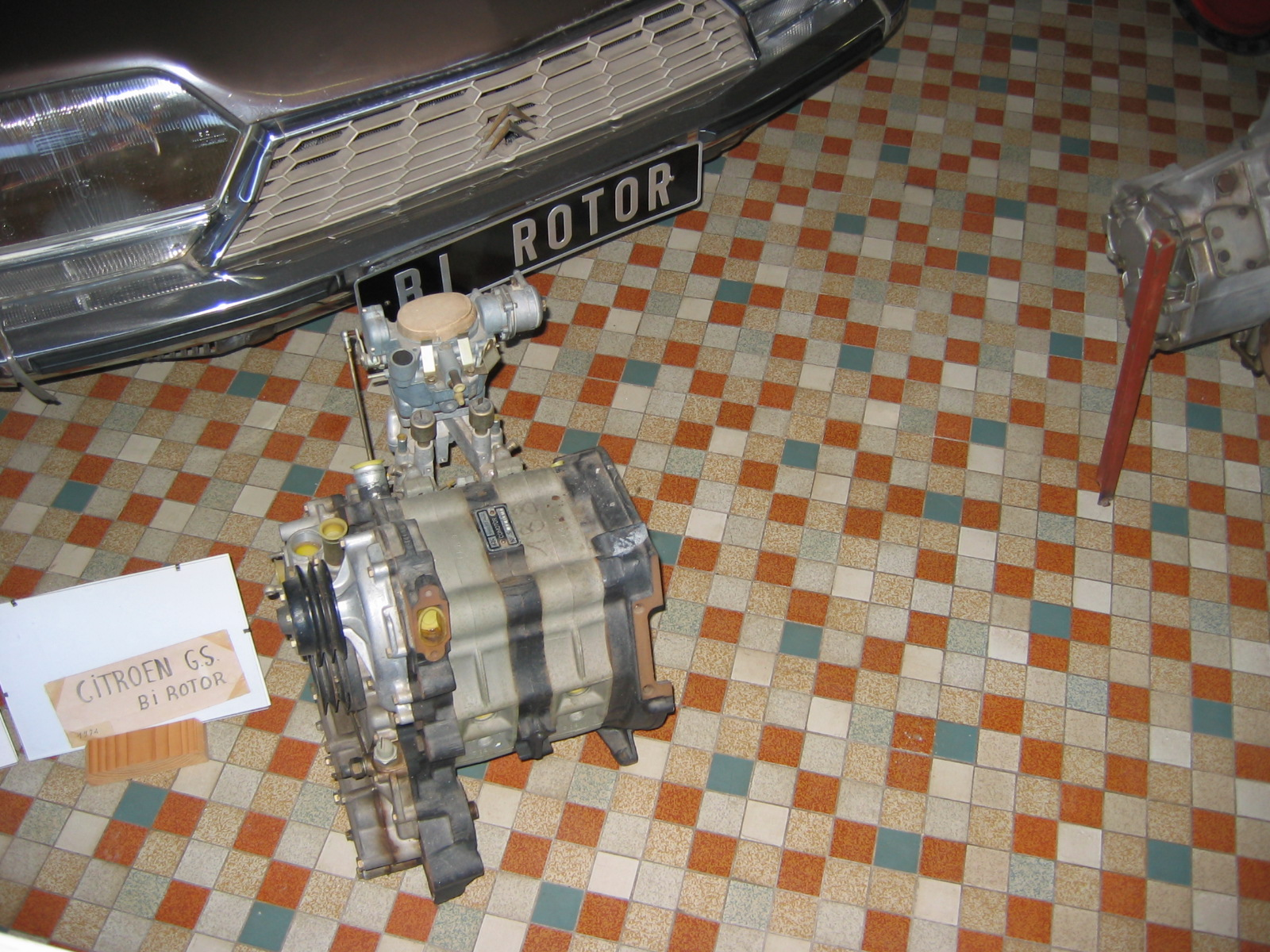
« Moteur Comotor » de la GS Birotor. On notera la compacité du bloc.

- Citroën GS Birotor
- Bertone NSU Trapeze
- NSU Ro 80

## Caractéristiques
| Types moteurs           | 624 | 626 |
| ----------------------- | --- | --- |
| Affectation             | Citroën GS Birotor | NSU Ro 80 et Bertone NSU Trapeze |
| Cylindrée               | 995 cm3 (2 x 497,5 cm3) | 995 cm3 (2 x 497,5 cm3) |
| Cylindres               | Deux rotors en triangle curviligne dans deux chambres épitrochoïdes (équivalent en régularité cyclique à six cylindres alternatifs) | Deux rotors en triangle curviligne dans deux chambres épitrochoïdes (équivalent en régularité cyclique à six cylindres alternatifs) |
| Soupapes                | Aucune | Aucune |
| Arbre à cames           | Aucun | Aucun |
| Excentricité            | 14 mm | 14 mm |
| Largeur d'un rotor      | 67 mm | 67 mm |
| Rapport volumétrique    | 9 : 1 | 9 : 1 |
| Puissance maxi          | 107 ch DIN à 6 500 tr/min | 115 ch DIN à 5 500 tr/min |
| Couple maxi             | 14 mkg à 3 000 tr/min | 16,7 mkg à 4 500 tr/min |
| Type de carburant       | RON 97 | RON 97 |
| Carburation             | Carburateur SOLEX 32 DDITS à 2 corps jumelés, chaque corps alimente une trochoïde                                                   | 2 carburateurs horizontaux Solex 18/32 HHD ou 1 carburateur à double corps horizontal à registre Solex 32 DDITS                     |
| Position                | Transversal à l'avant du véhicule                                                                                                   | Longitudinal à l'avant du véhicule                                                                                                  |
| Kilomètre départ arrêté | 34,1 secondes | 33,5 secondes |
| 0 à 100 km/h            | 14 s | 12,8 s |
| Vitesse maxi            | 175 km/h | 180 km/h |
| Consommation            | 12,8 L/100 km | 15 L/100 km |